# 무민

무민에 등장하는 등장인물들

무민(영어: Moomin, 핀란드어: Muumi, 스웨덴어: Mumintrollet, 일본어: ムーミン)은 스웨덴어 사용 핀란드인 작가이자 삽화가인 토베 얀손이 창작한 일련의 소설, 단편 소설, 그림책, 만화 시리즈의 중심 캐릭터들이다. 이 작품들은 원래 핀란드의 실드트스 출판사에서 스웨덴어로 출판되었다. 무민들은 커다란 주둥이를 가진 하얗고 둥근 동화 속 캐릭터들로, 외모가 하마를 연상시킨다. 이러한 유사성과는 다르게 무민 가족의 종족은 트롤이다. 무민 가족은 무민 골짜기에 위치한 집에서 살고 있다.
1945년부터 1993년 사이에 총 9권의 책이 시리즈로 발간되었으며, 5권의 그림책과 만화 시리즈도 함께 출판되었다.
무민은 수많은 텔레비전 시리즈와 영화, 테마파크 두 곳에 영감을 주었는데, 테마파크에는 핀란드 난탈리에 위치한 무미마일마, 일본 사이타마현 한노시에 위치한 아케보노 어린이 숲 공원이 있다.

## 어원
'무민트롤'이라는 용어가 만들어진 경위에 대해서는 두 가지 다른 이야기가 있다.
한 때 얀손은 '무민트롤'이라는 용어가 원래 그의 어린 시절 삼촌에 의해 만들어졌다고 설명했다. 어린 얀손이 식료품 저장실에서 음식을 가져가는 것을 막기 위해, 삼촌은 그곳에 '차가운 무민트롤'이 살고 있다고 말했다. 이 무민트롤들은 얀손이 음식을 훔치러 오면 구석에서 나와 그의 코를 비빌 것이라고 했다. 그리고 이 신비로운 생물들은 얀손이 자라는 동안 그를 따라다닐 것이라고 했다.
1973년 에스토니아의 언어학자 파울 아리스테에게 보낸 편지에서 얀손은 부드러운 것을 표현하기 위해 '무민트롤'이라는 단어를 만들었다고 썼다. 그는 특히 'm' 자음 소리가 부드러운 감각을 전달한다고 생각하여 즉석에서 스웨덴어 단어 '무민트롤'을 만들어냈다. 예술가로서 얀손은 무민에게 느슨함과는 대조되는, 부드러움을 표현하는 모양을 부여했다.

## 시놉시스와 등장인물

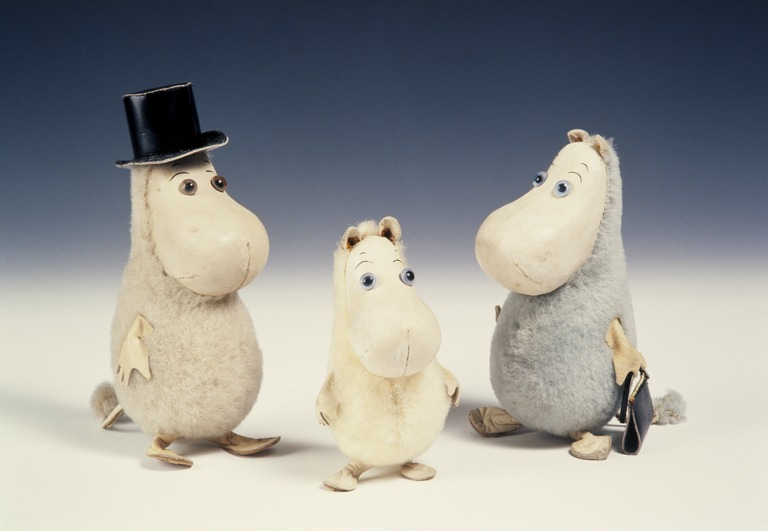
1950년대 핀란드의 무민 장난감

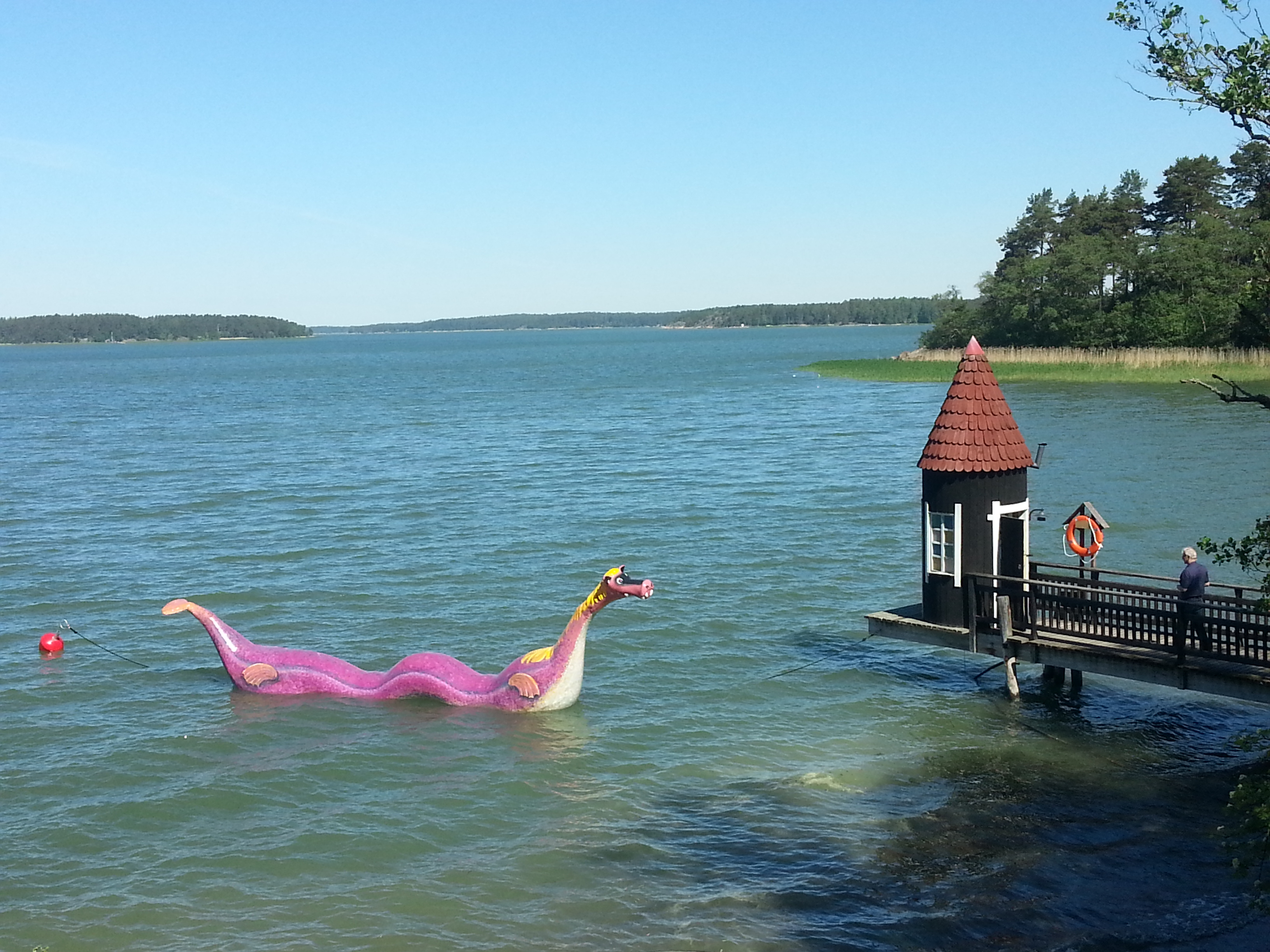
무미마일마에서 부블 에드워드와 목욕 오두막

무민 이야기는 몇몇 기이하고 독특한 외형의 등장인물들에 관한 것이며, 이들 중 일부는 서로 혈연관계이다. 중심이 되는 가족은 무민파파, 무민마마, 무민트롤로 구성되어 있다.
헤뮬렌, 스니프, 스노크메이든, 스너프킨, 리틀 미이와 같은 다른 등장인물들은 때때로 이 가족 집단에 받아들여지거나 스스로 가족에 합류한다. 이들은 대체로 시리즈의 배경이 되는 무민 골짜기 주변에서 독립적인 삶을 살고 있다. 무민 가족은 《작은 무민 가족과 큰 홍수》의 끝 부분에서 이 골짜기에 정착하기로 결정한다.

### 등장인물
- 무민트롤: 일부 영어 번역본에서는 '무민'으로도 불린다. 이야기의 주인공이자 가족의 어린 아들이다. 보고 발견하는 모든 것에 관심과 흥분을 보이며, 항상 착하게 행동하려 노력하지만 때때로 그 과정에서 문제를 일으키기도 한다. 항상 용감해지려 노력하고 친구들을 행복하게 만들 방법을 찾는다.
- 무민파파: 어린 시절 고아였던 그는 다소 안절부절못하는 성격의 소유자로, 젊은 시절 고아원을 떠나 세상을 모험했지만 지금은 정착하여 가족에 대해 책임감 있는 아버지가 되기로 결심했다.
- 무민마마: 차분한 어머니로, 무민 하우스가 안전한 장소가 되도록 돌본다. 모든 이가 행복하기를 바라고 개성을 존중하지만, 누군가 부당한 대우를 받을 때는 상황을 해결한다. 항상 맛있는 음식과 여행에 필요한 모든 것을 핸드백에 가지고 다닌다.
- 리틀 미이: 무민 하우스에 사는 장난꾸러기 소녀로, 냉소적이고 활발한 성격을 가졌다. 모험을 좋아하고 재난을 즐기며, 때때로 일부러 못된 짓을 하기도 한다. 어수선하고 지저분한 것을 흥미진진하게 여기며, 특히 다른 이들이 그렇지 않을 때 매우 현실적이다.
- 스니프: 무민 하우스에 사는 생물이다. 모든 일에 참여하기를 좋아하지만 위험한 일은 두려워한다. 스니프는 모든 귀중품을 높이 평가하고 부자가 되기 위한 많은 계획을 세우지만 성공하지 못한다.
- 스노크메이든: 무민의 친구이다. 행복하고 활기차지만 종종 갑자기 마음을 바꾼다. 멋진 옷과 보석을 좋아하고 약간 발랄하다. 자신을 무민의 여자친구라고 생각한다.
- 스너프킨: 무민의 가장 친한 친구이다. 고독하고 철학적인 여행자로, 하모니카 연주를 좋아하고 삶을 복잡하게 만들지 않기 위해 소수의 소지품만을 가지고 세상을 떠돈다. 마음대로 오고 가며, 근심 없는 성격으로 무민 골짜기에 많은 팬을 가지고 있다. 또한 가장 위험한 상황에서도 두려움 없이 침착한데, 이는 무민트롤과 다른 이들이 위험에 처했을 때 큰 도움이 되었다.
- 밈블, 또는 밈블의 딸: 작은 미이의 친절하고 도움을 주는 언니이자 스너프킨의 이복 누나이다. 종종 삶의 사랑, 특히 경찰관들에 대한 낭만적인 공상에 빠진다.
- 스노크: 스노크메이든의 오빠이다. 본성적으로 내향적이며 항상 무언가를 발명한다. 무민 골짜기의 주민들은 종종 까다로운 문제를 해결하거나 기계를 만들 때 스노크에게 도움을 요청한다. 스노크는 무민트롤과 비슷하지만 기분에 따라 색깔이 변한다.
- 투-티키: 지혜로운 여성이자 가족의 좋은 친구이다. 푸른 모자와 빨간 줄무늬 셔츠를 입은 소년 같은 외모를 가졌다. 실용적인 방식으로 딜레마를 해결하기 위해 곧바로 행동에 나선다. 투-티키는 무민 골짜기에서 동면하지 않는 몇 안 되는 사람 중 하나로, 겨울을 무민의 여름 선착장 끝에 있는 작은 탈의실과 창고에서 보낸다.
- 스팅키: 종종 무민 하우스에 살면서 가족에게 항상 장난을 치는 작은 털복숭이 생물이다. 물건을 훔치는 것을 좋아하고 사기꾼이라는 평판을 자랑스러워하지만 항상 들통난다. 단순하고 자신만을 생각한다.

### 자전적 해석

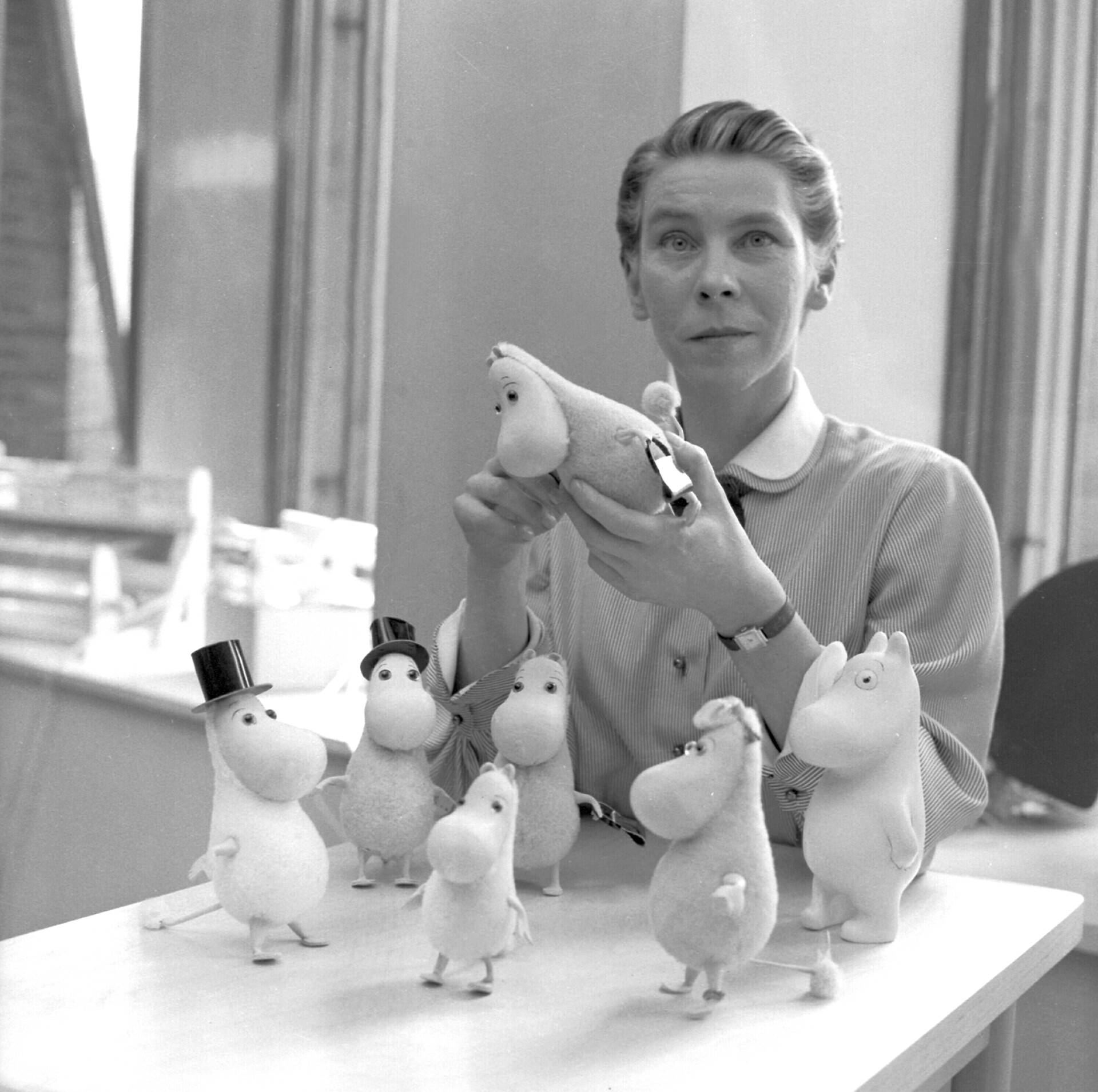
무민 인형과 함께 있는 토베 얀손

비평가들은 다양한 무민 캐릭터들이 실제 인물들, 특히 작가의 가족 구성원들에게서 영감을 받았다고 해석해 왔다. 토베 얀손은 인터뷰에서 그의 캐릭터들의 배경과 가능한 모델에 대해 언급한 바 있다. 무민에 관한 첫 두 권의 책(《작은 무민 가족과 큰 홍수》와 《혜성이 다가온다》)은 각각 1945년과 1946년에 출판되었으며, 자연재해를 다루고 있다. 이 작품들은 전쟁의 격변과 전쟁 기간 동안 얀손이 겪은 우울증의 영향을 받았다. 처음에 첫 두 무민 책에 대한 반응은 미지근했다. 두 번째 책이 첫 번째 책보다 약간 더 주목을 받았지만, 여전히 판매 실적은 저조했다. 영어로 번역된 첫 무민 책인 세 번째 책 《마법사가 잃어버린 모자》가 최초의 국제적 베스트셀러가 되었다.
토베 얀손의 인생의 동반자는 그래픽 아티스트 툴리키 피에틸래였으며, 그의 성격은 《무민의 겨울》에 등장하는 투-티키 캐릭터에 영감을 주었다. 무민트롤과 리틀 미이는 작가의 심리적 자화상으로 여겨져 왔다. 일반적으로 무민들은 얀손의 가족과 강한 연관성을 가지고 있다. 그들은 보헤미안적이고, 자연과 가깝게 살며, 다양성에 대해 매우 관용적이었다. 무민파파와 무민마마는 종종 얀손의 부모인 빅토르 얀손과 시그네 함마르스텐-얀손의 초상으로 여겨진다. 얀손의 캐릭터들 대부분은 우울의 경계에 있다. 예를 들어 항상 격식을 차리는 헤뮬렌이나, 불길하고 집단적으로 여행하는 이상한 해티패트너들이 그러하다. 얀손은 캐릭터들 간의 철학적 차이를 이용하여 그의 풍자적 충동을 표현하는 장을 제공한다.